# Gangassé
Gangasse est une commune rurale située dans le département de Ouo de la province de Comoé dans la région des Cascades au Burkina Faso.